# Sonate K. 51
Pour les articles homonymes, voir K51.
La sonate K. 51 (F.9/L.20) en mi bémol majeur est une œuvre pour clavier du compositeur italien Domenico Scarlatti.

## Présentation
La sonate K. 51 en mi bémol majeur, notée Allegro, s’apparente aux toccatas italiennes avec leur flot continu de doubles croches, usant parfois de chromatismes.

## Manuscrit
Le manuscrit principal est le numéro 9 du volume XIV de Venise (1742), copié pour Maria Barbara.

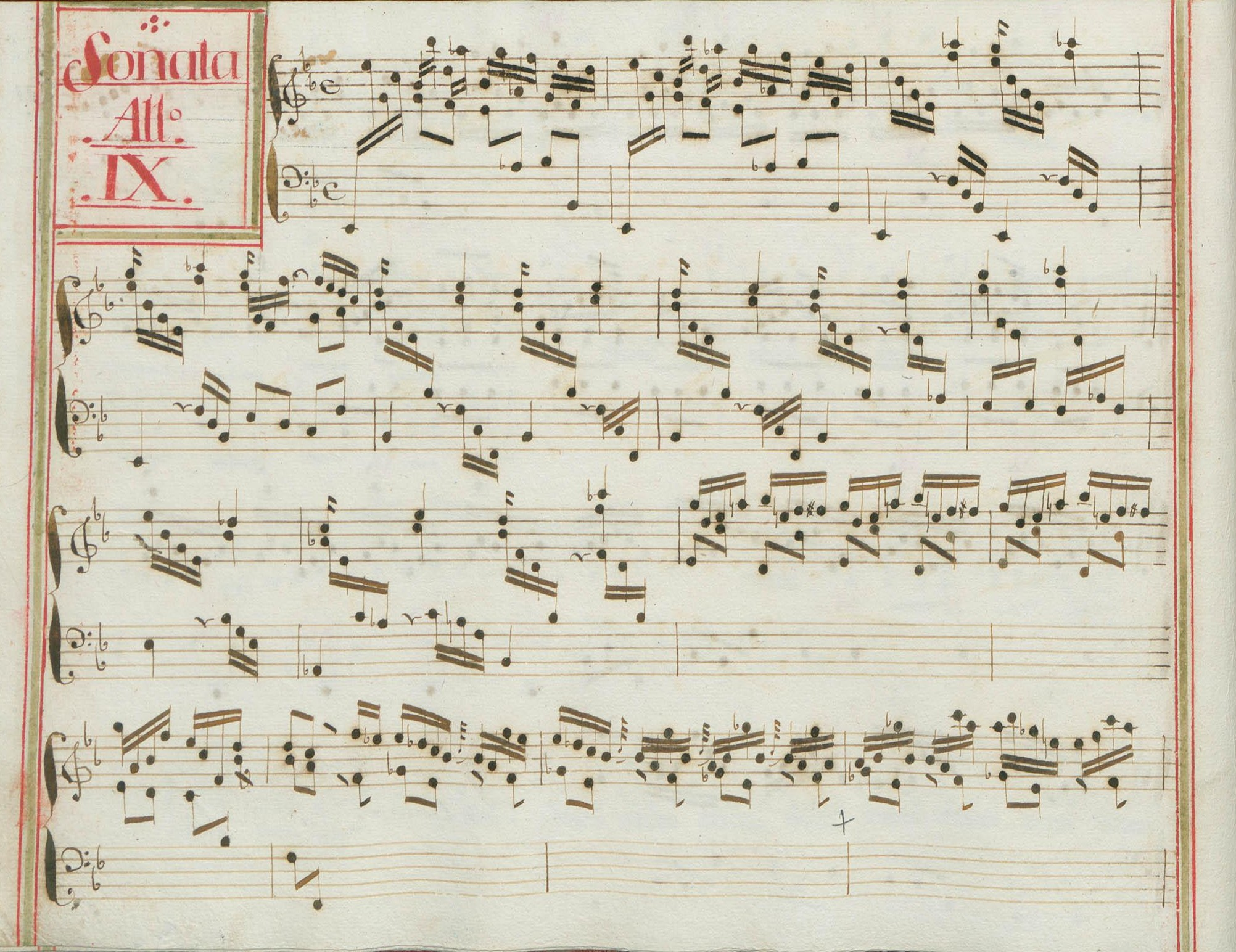
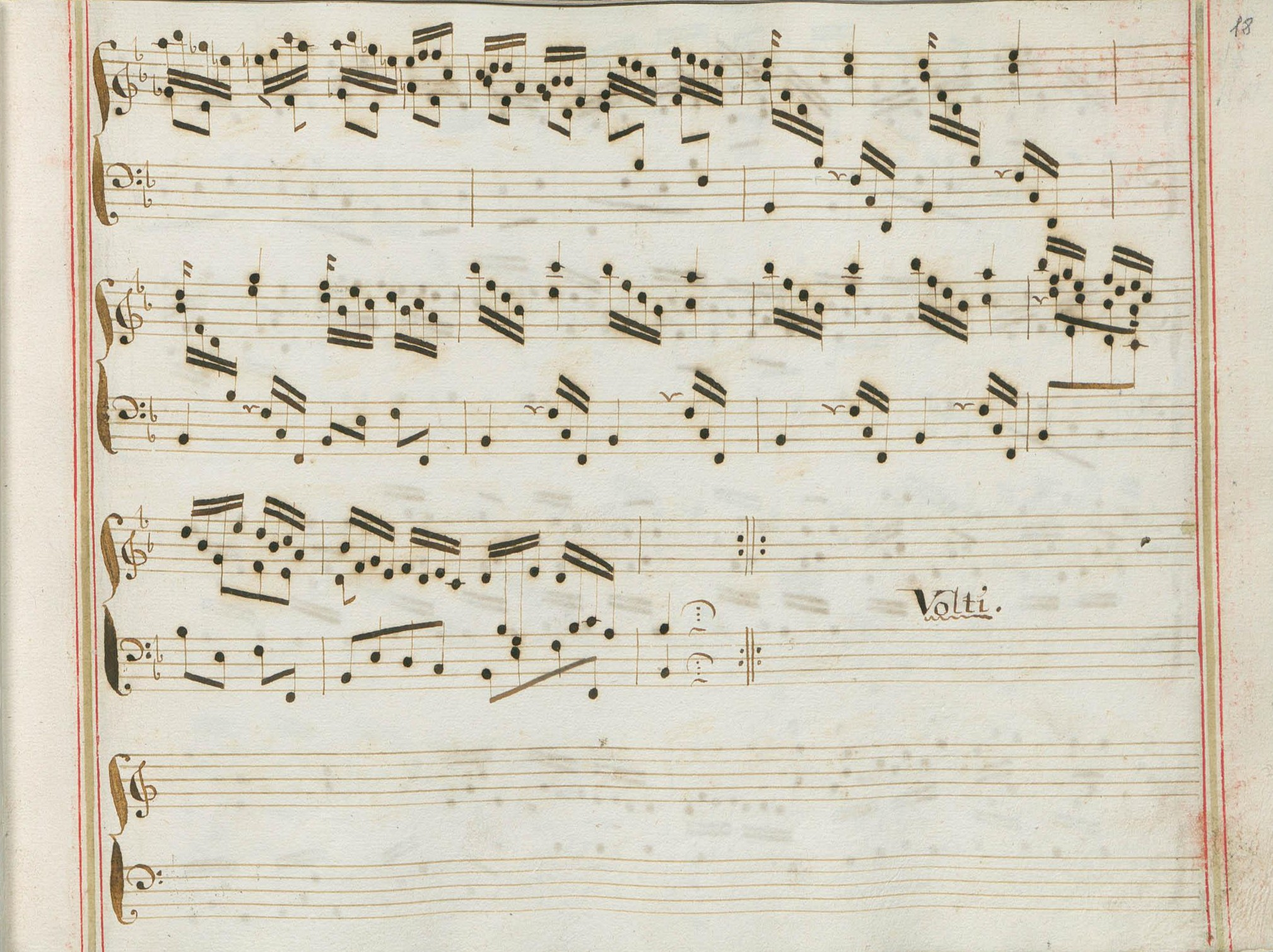

## Interprètes
La sonate K. 51 est défendue au piano, notamment par Enrico Pieranunzi (2008, CamJazz), Carlo Grante (2013, Music & Arts, vol. 4) et Soyeon Lee (2017, Naxos, vol. 21) ; au clavecin par Scott Ross (1985, Erato), Laura Alvini (Frame), Ottavio Dantone (1997, Stradivarius), Francesco Cera (Tactus, vol. 1), Richard Lester (2005, Nimbus, vol. 6) et Pieter-Jan Belder (Brilliant Classics, vol. 2).

## Sources
: document utilisé comme source pour la rédaction de cet article.
- Ralph Kirkpatrick (trad. de l'anglais par Dennis Collins), Domenico Scarlatti, Paris, Lattès, coll. « Musique et Musiciens », 1982 (1re éd. 1953 (en)), 493 p. (ISBN 978-2-7096-0118-4, OCLC 954954205, BNF 34689181).
- Alain de Chambure, « Domenico Scarlatti : Intégrale des sonates — Scott Ross », Erato (2564-62092-2), 1985 (OCLC 891183737) .